# Solano
För andra betydelser, se Solano (olika betydelser).
Solano (Bayan ng Solano) är en kommun i Filippinerna. Kommunen ligger på ön Luzon, och tillhör provinsen Nueva Vizcaya. Folkmängden uppgår till 52 391 invånare.

## Barangayer
Solano är indelat i 22 barangayer.
| - Aggub - Bangaan - Bangar - Bascaran - Curifang - Dadap - Lactawan - Osmeña - Poblacion North - Poblacion South - Quezon | - Quirino - Roxas - San Juan - San Luis - Tucal - Uddiawan - Wacal - Bagahabag - Communal - Concepcion (Calalabangan) - Pilar D. Galima |